# Jézus Szíve római katolikus plébániatemplom (Nagykanizsa)
A Jézus Szíve plébániatemplom (Felsővárosi templom, közkeletű nevén: Felsőtemplom) Nagykanizsa központjában elhelyezkedő műemlék templom.

## Története
A templom helyén már az 1730-as években állt egy fából készült kápolna. A város temetője a közelben, a mai templomtól keletre feküdt, ezért 1764-ben nepomuki Szent János tiszteletére egy barokk temetőkápolnát emeltek itt, amely a városban jelen levő piarista rend kezelésébe került. 1784-ben a város a temető további használatát megtiltotta, így a kápolna lassan elvesztette eredeti funkcióját. 1824-ben épült a torony és megnagyobbították az épületet. Ekkor alakult ki a templom ma is használatos bejárata. 1826-ban elkészült az első toronyóra, Hitzelberger Ferenc helyi mester készítette el. 1844-ben Strasser Lázár helyi zsidó kereskedő, midőn orgonát készíttetett a városi zsinagóga számára, ezzel egyidőben a templom számára is adományozott egyet.   
1890-ben felmerült a templom kibővítésének lehetősége. 1898-ban Hofhauser Antal műépítész el is készítette az átalakítási tervet. Gyűjtés indult, a kanizsaiak több mint 100.000 aranykoronát gyűjtöttek össze e célra. A pénzt az első világháborúban hadikölcsönbe fektették, így az elveszett.   
Nagykanizsán addig a hitélet a ferences és a piarista rendek kezében volt, 1922-ben az egyházmegyei hatóság Gazdag Ferencet küldte püspöki biztosi minőségben Nagykanizsára, hogy kezdje meg egy világi plébánia szervezésének előkészítő munkáit. A biztos először rendbe hozatta a "Felsőtemplomot": új festést kaptak a templom belső falai Homonnay Vince veszprémi templomfestő és -építő vezetésével, új harangokat és új orgonát (1927, Angster) szerzett be, egyházi ruhákat hozatott. A világi plébánia végül 1941-ben alakult meg.    
Ebben az időben vasárnaponként már hat szentmise volt a templomban, de a hívők nem fértek el, dacára annak, hogy közben megépült a Kórház-kápolna és a Piarista templom is. Nagyobb templomra volt tehát szükség, így Gazdag Ferenc vezetésével újból megalakult a templomépítő bizottság. Nyerky László városi tisztviselő irányítása mellett 28000 pengő gyűlt össze adományokból. Az Eötvös térre (akkori nevén: Pap-kert) terveztek egy nagyméretű, kéttornyú templomot.    
A második világháború kitörése azonban sok nehézséget hozott, és Gazdag Ferencet is elhelyezték Kiskomáromba plébánosnak. Az új megyéspüspök, Dr. Czapik Gyula Dr. Solymár Istvánt nevezte ki püspöki biztosnak, a templomépítő bizottság ügyvezető elnökévé pedig Longauer Imre (1905-1973) hittanárt, aki korábban, mint a helyi kórház lelkésze, a Kórház-kápolna építését is vezette. A háborús helyzetben el kellett vetni az új, kéttornyú templom tervét. Dr. Krátky István polgármesterrel, a templomépítő bizottság világi elnökével együtt úgy döntöttek, hogy a meglevő templomot fogják kibővíteni úgy, hogy a régi épületből csak a kórusrész és a torony marad meg. A tervek elkészítésére Kiss István mérnök-századost, a szombathelyi hadtest vezető mérnökét kérték fel.
Az anyaghiány miatt lassan haladtak az előkészületek, a legtöbb építőanyag a háborús korlátozások miatt már zárolva volt. A nagykanizsai honvédkerület parancsnoka, vitéz Széchy Imre vezérőrnagy segítségével sikerült hozzájutni a szükséges anyagok jelentős részéhez. 1941. augusztus 25-én Horváth Lipót helyi építőmester nekilátott a régi templom lebontásának. A szobrokat és képeket ideiglenesen a városi múzeumban helyezték el. A munkálatok színhelyét deszkafallal zárták el, a megmaradt templomrészben tovább tartották az istentiszteleteket. Az építkezés lassan, de a helyiek összefogásának köszönhetően folyamatosan haladt. A 2. magyar hadsereg kötelékébe tartozó 9. könnyű hadosztály kanizsai katonái még a Don partjáról is hazaküldték zsoldjukat a templom költségeire. Buday János elkészítette az új padokat (a korábbi 50 helyett 320 ülőhellyel), és a sekrestye tölgyfa borítását. Kovács József kőfaragó munkái a márvány felületek, a szenteltvíztartók. A színes ablakok Palka József üvegfestő mester műhelyében készültek, alsó felükön olvashatók az adományozók nevei.    
1942 tavaszán a munkálatok már annyira előrehaladtak, hogy a templom új részében a Jézus Szíve vasárnapon megkezdték a vasárnaponkénti misézést. Az új templomot 1942. november 8-án gyönyörű időben szentelte föl Jézus Szíve tiszteletére Dr. Simon György veszprémi nagyprépost és püspöki helynök, aki valamikor szintén kanizsai diák volt. A templomszentelés alkalmával az ünnepi szentbeszédet Dr. Langmár Lipót veszprémi kanonok mondta, a plébános Vajay József lett. A templom építési költsége 240 163 pengőt tett ki.   
1945-ben a plébánia épületét kifosztották, de a templom épen maradt.1946-ban bevezették a gázfűtést. 1955-ben megtörtént a templom belsejének újrafestése, a világítás korszerűsítése. A Jézus Szíve főoltárszobor és a Magyarok Nagyasszonya szobor új átfestést kapott. 1959-ben az oratórium és a sekrestye tetejét újrabádogozták, az orgonát megtisztították és felújították.
1962. július 5-én kezdte meg a torony és az óra javítását Vlasits István pécsi vállalkozó négy társával. A munkálatok szeptemberre be is fejeződtek.
2000-ben a Jézus Szíve templom teljes belső felújítást kapott. A templom vonzáskörének lélekszáma napjainkban mintegy 30 000 fő.

## Harangok
Az egyházlátogatás szerint 1778-ban három haranggal rendelkezett a templom, amelyeket haranglábon helyeztek el, mivel torony még nem volt. 1816-ban a harangok nagyságát is megadták: 184, 57 és 44 kilogrammosak voltak. A torony megépültekor (1824-ben) már négy harang került bele.
Az első nagyharangot és a negyedeket verő (fertályos) társát Martin Feltl grazi mester öntötte 1756-ban és 1761-ben. Ezek a használatban megrepedtek, így pótolni kellett őket. 
Az 1825-ben készült 400 kg-os harangon a vallásos tárgyú reliefek mellett a város 1902-ig használt régi címere és a következő felirat állt:

„
EX WOTO INCLITI MAGISTRATVS CANISAIENSIS SVB FERDINANDO LOWACK ECCLESIAE CVRATORE 1825. FVDIT HENRIKVS EBERHARD PESTHINI DIE 24 AVGVSTI 1825.”

(Azaz „Kanizsa város jeles tanácsának fogadalmából Lovák Ferdinánd egyház-gondnoksága idején, 1825. Öntötte Eberhard Henrik Pesten 1825. augusztus 24-ikén.”)
1894-ben két harangot is önttettek: ekkor készült a 620 kg-os Szent György nagyharang és a 250 kg-os "Diákharang" a Seltenhofer Frigyes Fiai cég soproni öntödéjében. A nagyharang felirata:
- „Dicséretet mondok az én Istenemnek, valamíg leszek: Zsolt. 145.
- 2. V. 1894. Seltenhofer Frigyes Fiai Sopron, cs. és m. kir. udvari harangöntöde.
- Az 1000-ik harang emlékéül.”

A Diákharang felirata: „Zengjen szózatod füleimben, mert a te szavad édes énnekem.”
Készült még egy lélekharang 1902-ben, szintén Seltenhoferéknél. 
Az első világháborúban az akkor meglevő négy harangból hármat rekviráltak, kettőt (a nagyharangot és a fertályost) 1916-ban és még egyet (a Diákharangot) 1917-ben. Mivel a harangokat a torony előtti lépcsőfeljáró sérülése nélkül a toronyból nem lehetett ledobni, a katonák a toronyban törték össze őket, és a darabjaikat kézben hozták le. 
A háború után az egyedül maradt lélekharang mellé 1925-ben készült négy új harang 600, 350, 300 és 180 kg-os tömeggel Szlezák László aranykoszorús mester műhelyében. Védőszentjeik: Szent István király, Szent József, Szűz Mária és Szent László. Felirataik sorban: 
- Szent István „Apostolunk és Atyánk / Szerezd vissza régi hazánk.”
- Szent József „Imádkozzunk reggel, délben, este, / Hogy szt József az Egyházat és Hazánkat védje.”
- Szűz Mária „Óh pátrónánk! Megjártuk a Kálváriát / Tebenned bizva várjuk a feltámadást.”
- Szent László „Hithűség, becsület, kard / Tette naggyá a hont és a magyart.”

A Szűz Mária és Szent László harangokat a második világháborúban hadi célokra elvitték, így ma három harang lakik a toronyban: a Szent István, a Szent József és az 1902-ben öntött kis lélekharang.

## Plébánosai
- 1941: Solymár István
- 1943: Vajay József
- 1954: Bendi István]
- 1962: Gyarmati Elemér
- 1982: Pacsay János Fidél
- 1982: Szabó-Bakos Szilárd
- 1992: Koroncz László
- 1999: Fliszár Károly
- 2015: Szűcs Imre
- 2020: Várnai László